# Musterstein
Le Musterstein est une montagne d'une altitude de 2 476 ou 2 477 m dans le massif du Wetterstein.

## Ascension
On atteint le plus souvent le Musterstein depuis la Meilerhütte en passant par l'Angerlloch et le Hirschbichlsattel (difficulté 1) ou par l'arête occidentale (2 heures, difficulté 2).